# Thierry de Briey
Thierry Marie Ferdinand Ghislain Comte de Briey, Baron de Landres (* 29. Dezember 1895 in Brüssel; † 11. April 1945 im KZ Bergen-Belsen) war ein belgischer Adliger und Springreiter.

## Biographie

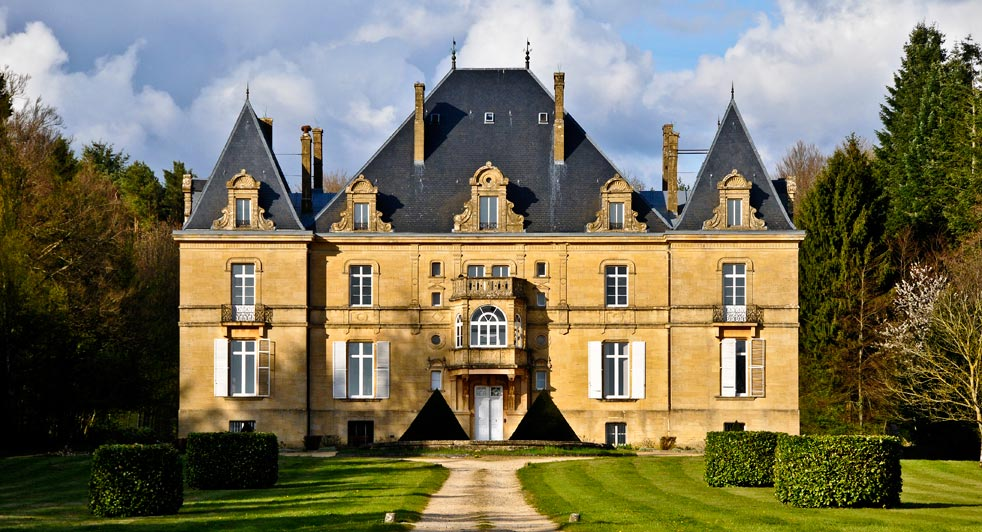
Schloss Laclaireau, damaliger Wohnsitz der Familie de Briey

Thierry de Briey entstammte einer adligen belgischen Familie. Sein Vater Camille (1862–1944), verheiratet mit Marie Cécile d’Huart (1871–1963), war von 1912 bis 1932 Gouverneur der Provinz Luxemburg.
1920 startete de Briey  mit seinem Pferd Perfect Gentleman bei den Olympischen Spielen in Antwerpen. Er belegte im Springreiten Platz 21. Im Jahr darauf heiratete er Simone Burnell (1900–1981); das Paar bekam drei Töchter. Er war Reserveoffizier des Régiment des Guides, einem Kavallerieregiment, und mit dem Kronenorden sowie dem Leopoldsorden ausgezeichnet.
Während der Besetzung Belgiens durch die deutsche Wehrmacht war Thierry de Briey Mitglied der Widerstandsorganisation Armée belge reconstituée (ABR) (flämisch Geheim Leger). Im Februar 1944 erfuhr er, dass sein Vater schwer erkrankt war, und er begab sich von Brüssel zu dessen Wohnsitz, dem Schloss Laclaireau in Èthe. Dort wurde er am 15. Februar von der Polizei verhaftet; zum selben Zeitpunkt wurden auch andere ABR-Angehörige gefangen genommen. Am 8. Mai 1944 wurde er gemeinsam mit rund 850 weiteren Belgiern und rund 50 Gefangenen anderer Nationalität – alle als „politische Gefangene“ – in einem Eisenbahnzug von Antwerpen aus deportiert; in der Transportliste der SS wurde de Briey als „Industrieller“ geführt. Zunächst kam er nach Buchenwald und anschließend in das Lager Harzungen, ein Außenlager des KZ Mittelbau-Dora. Ein zweiter Transport dieser Art erfolgte von Belgien aus am 23. Mai, da die Gefängnisse vor Ort mit Gefangenen „überfüllt“ waren und deshalb geräumt werden müssten, wie das Reichssicherheitshauptamt die Deportationen begründete. Am 4. April 1945 wurde das Lager in Harzungen von der SS evakuiert. Rund 4500 Häftlinge wurden per Bahn nach Bergen-Belsen transportiert, rund 2000 wurden zu Fuß auf einen Todesmarsch gezwungen. Unter ihnen befand sich Thierry de Briey, der am 11. April 1945 im KZ Bergen-Belsen im Alter von 49 Jahren starb.